# Örnnästet (film)

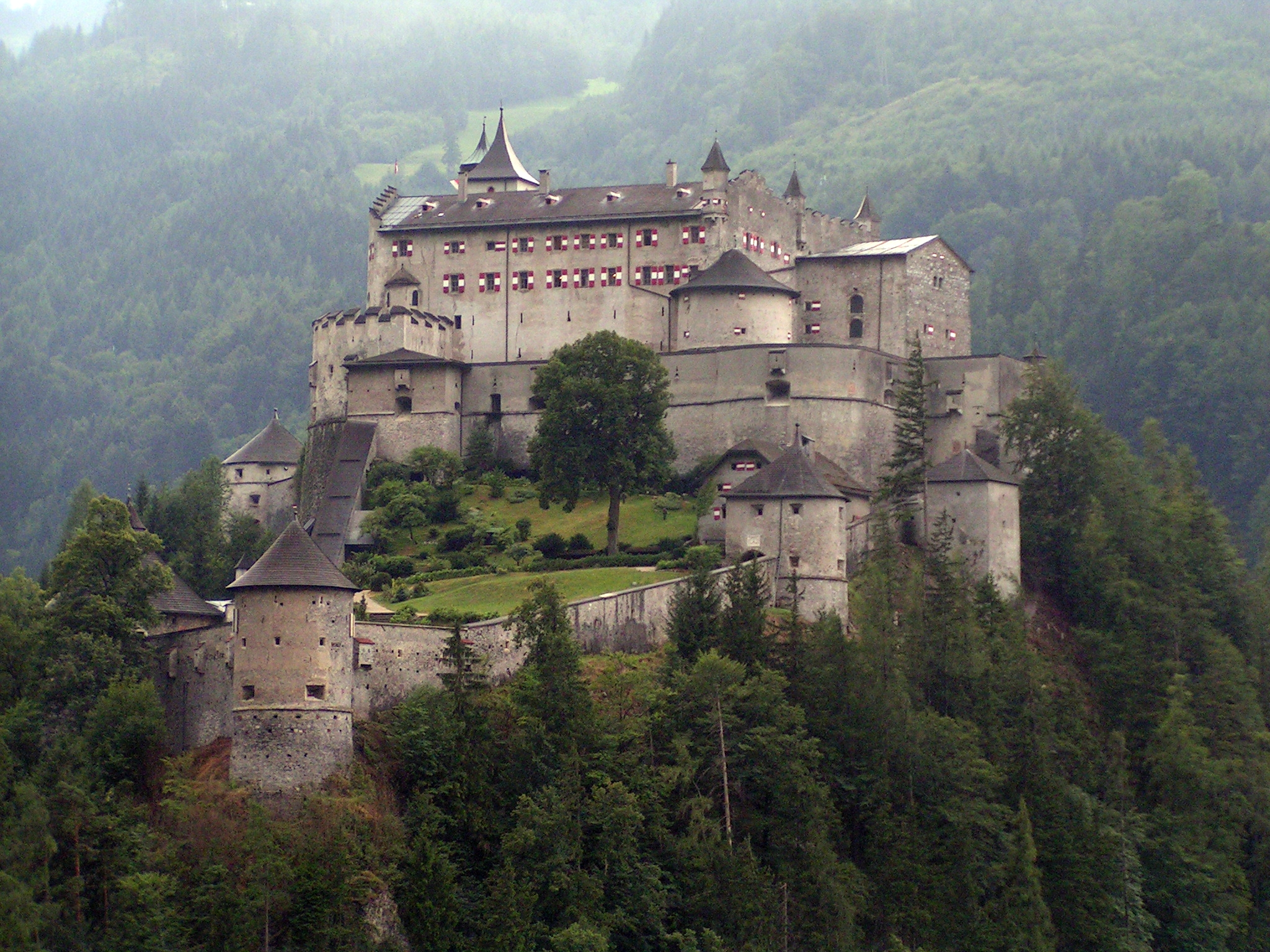
Filmens Schloss Adler, Hohenwerfen.

Örnnästet (engelska: Where Eagles Dare) är en brittisk thrillerfilm från 1968 efter Alistair MacLeans originalmanus. Manuset kom senare även ut som bok med samma namn. Den handlar om en grupp allierade soldater som mitt under andra världskriget sänds in i Tyskland med ett farligt uppdrag.

## Handling
Under andra världskriget hamnar en amerikansk general med full insyn i den kommande D-dagens invasion av Normandie i tyskarnas händer efter att hans flygplan skjutits ned. En kommandostyrka ledd av major John Smith (Richard Burton) och löjtnant Morris Schaffer (Clint Eastwood) skickas in i Tyskland för att ta sig in i slottet Schloss Adler (i filmen används slottet Hohenwerfen), där generalen hålls fången, för att frita honom. Med hjälp av en mystisk brittisk kvinnlig agent, Mary Elison (Mary Ure), inleds infiltrationen av den tyska försvarsanläggningen, men snart uppdagas att allt inte står rätt till och att det egentliga uppdraget är att avslöja en förrädare inom brittiska MI6.

## Om filmen
Filmen hade svensk premiär 23 januari 1969 i 70 mm kopia på biografen Festival i Stockholm.[källa behövs]

## Rollista i urval
- Richard Burton: Major Jonathan Smith
- Clint Eastwood: Löjtnant Morris Schaffer
- Mary Ure: Mary Elison
- Patrick Wymark: Överste Wyatt Turner
- Michael Hordern: Amiral Rolland
- Donald Houston: Kapten James Christiansen
- Peter Barkworth: Edward Berkeley
- William Squire: Kapten Philip Thomas
- Robert Beatty: General George Carnaby
- Ingrid Pitt: Heidi
- Derren Nesbitt: Major von Hapen